# Antitrygodes papuana
Antitrygodes papuana là một loài bướm đêm trong họ Geometridae.